# Liste der Baudenkmale in Kröslin
In der Liste der Baudenkmale in Kröslin sind alle denkmalgeschützten Bauten der Gemeinde Kröslin (Mecklenburg-Vorpommern) und ihrer Ortsteile aufgelistet. Grundlage ist die Veröffentlichung der Denkmalliste des Landkreises Ostvorpommern mit dem Stand vom 30. Dezember 1996.

## Baudenkmale nach Ortsteilen

### Freest
| ID | Lage                  | Bezeichnung             | Beschreibung                                                                      | Bild                    |
| -- | --------------------- | ----------------------- | --------------------------------------------------------------------------------- | ----------------------- |
|    | Die Ecke 8 (Karte)    | Wohnhaus                | eingeschossiges Wohngebäude mit reetgedecktem Krüppelwalmdach mit Fledermausgaube | Wohnhaus                |
|    | Die Ecke 12 (Karte)   | Wohnhaus                | eingeschossiges Wohngebäude mit reetgedecktem Krüppelwalmdach                     | Wohnhaus                |
|    | Die Ecke 12a (Karte)  | Stall                   | schlichter Anbau mit reetgedecktem Satteldach                                     | Stall                   |
|    | Die Ecke 13 (Karte)   | Wohnhaus                | eingeschossiges Wohngebäude mit reetgedecktem Dach und Fensterladen               | Wohnhaus                |
|    | Dorfstraße 44 (Karte) | Bauernhaus              |                                                                                   |                         |
|    | Dorfstraße 49 (Karte) | Räucherei Thurow        | zweigeschossige Gebäude aus rötlichen Mauersteinen                                | Räucherei Thurow        |
|    | Dorfstraße            | Haus der Reusenkompanie |                                                                                   |                         |
|    | Dorfstraße            | Salzhütten              | mit dunklem Holz verkleidete, aus Fachwerk und Lehm errichtete Hütten             | Salzhütten              |
|    | Oberreihe             | Schule mit Stallgebäude |                                                                                   | Schule mit Stallgebäude |

### Hollendorf
| ID | Lage     | Bezeichnung | Beschreibung | Bild |
| -- | -------- | ----------- | ------------ | ---- |
|    | Nr. 9/10 | Bauernhaus  |              |      |

### Kröslin
| ID | Lage                          | Bezeichnung          | Beschreibung                                                                        | Bild               |
| -- | ----------------------------- | -------------------- | ----------------------------------------------------------------------------------- | ------------------ |
|    | Bahnhofstraße 27 (Karte)      | Stall                |                                                                                     |                    |
|    |                               | Forsthaus mit Stall  |                                                                                     |                    |
|    | Freester Straße 24/25 (Karte) | Doppelhaus           | Eingeschossiges Wohnhaus mit reetgedecktem Krüppelwalmdach                          | Doppelhaus         |
|    | Freester Straße 30/31 (Karte) | Doppelhaus           |                                                                                     |                    |
|    | Freester Straße 32 (Karte)    | Wohnhaus             | zweigeschossiges, schlichtes Wohnhaus mit achssymmetrischer Straßenfront            | Wohnhaus           |
|    | Freester Straße 46 (Karte)    | Wohnhaus mit Scheune |                                                                                     |                    |
|    | Gartenstraße 5 (Karte)        | Haustür              | doppelflügelige Holztür mit Kassetten                                               | Haustür            |
|    | Gartenstraße 7 (Karte)        | Haustür              | doppelflügelige Holztür mit Kassetten                                               | Haustür            |
|    | Kirchstraße 4 (Karte)         | Wohnhaus             | Eingeschossiger Fachwerkbau mit Krüppelwalmdach                                     | Wohnhaus           |
|    | Kirchstraße (Karte)           | Kirche               |                                                                                     | Kirche             |
|    | Kirchstraße                   | Kriegerdenkmal       |                                                                                     | Kriegerdenkmal     |
|    | Kurze Straße 2 (Karte)        | Wohnhaus             | Eingeschossiger, weiß verputzter Fachwerkbau mit Krüppelwalmdach und Fledermausauge | Wohnhaus           |
|    | Platz der Einheit 6 (Karte)   | Pfarrhaus            | Eingeschossiger Bau aus Backstein mit Satteldach                                    | Pfarrhaus          |
|    | Schulstraße 11 (Karte)        | Wohnhaus mit Stall   | Eingeschossiger, weiß verputzter Fachwerkbau mit Krüppelwalmdach                    | Wohnhaus mit Stall |
|    | Schulstraße (Karte)           | Schule               | Eingeschossiger Bau aus Backstein mit zweigeschossigem Anbau und Satteldach         | Schule             |

### Spandowerhagen
| ID | Lage         | Bezeichnung | Beschreibung | Bild |
| -- | ------------ | ----------- | ------------ | ---- |
|    | Dorfstraße 1 | Forsthof    |              |      |

### Greifswalder Oie
| ID | Lage    | Bezeichnung                                          | Beschreibung | Bild                                                 |
| -- | ------- | ---------------------------------------------------- | --- | ---------------------------------------------------- |
|    | (Karte) | Gebäude der Gesellschaft zur Rettung Schiffbrüchiger | Es wurde zur Zeit der DDR als Unterkunft des Offiziers der 6. Grenzbrigade Küste genutzt. | Gebäude der Gesellschaft zur Rettung Schiffbrüchiger |
|    | (Karte) | Leuchtturm mit Nebengebäuden                         | Die Grundsteinlegung erfolgte am 24. August 1853 durch König Friedrich Wilhelm IV. von Preußen. Der 38,6 m hohe, achteckige Turm wurde am 1. Oktober 1855 offiziell in Betrieb genommen. Er ist bis heute mit 26 Seemeilen (rund 50 Kilometer) Tragweite der lichtstärkste Leuchtturm Mecklenburg-Vorpommerns und besitzt eine linksdrehende Optik mit einer Blitz-Wiederkehr von 3,8 Sekunden. Die Feuerhöhe liegt 48,5 m über dem Meeresspiegel. | Leuchtturm mit Nebengebäuden                         |

### Insel Ruden
| ID | Lage    | Bezeichnung                                                                              | Beschreibung | Bild                                                                                     |
| -- | ------- | ---------------------------------------------------------------------------------------- | --- | ---------------------------------------------------------------------------------------- |
|    | (Karte) | zwei Wohnhäuser mit Stallungen                                                           | |                                                                                          |
|    | (Karte) | Beobachtungsstation der ehemaligen Heeresversuchsanstalt Peenemünde mit Turm und Bastion | Die Ruine der Bastion liegt am südlichen Ende der Insel, dahinter der Turm, in dem heute über die Geschichte der Insel berichtet wird. | Beobachtungsstation der ehemaligen Heeresversuchsanstalt Peenemünde mit Turm und Bastion |

## Quelle
- Bericht über die Erstellung der Denkmallisten sowie über die Verwaltungspraxis bei der Benachrichtigung der Eigentümer und Gemeinden sowie über die Handhabung von Änderungswünschen (Stand: Juni 1997; PDF, 934 kB)

- Karte mit allen Koordinaten:
- OSM |
- WikiMap